# Chilimalopsis
Chilimalopsis är ett släkte av bin. Chilimalopsis ingår i familjen långtungebin.
Kladogram enligt Catalogue of Life:
| Chilimalopsis | \| \| Chilimalopsis impressifrons \| \| \| \| \| \| Chilimalopsis parvula \| \| \| \| |
|               | \| \| Chilimalopsis impressifrons \| \| \| \| \| \| Chilimalopsis parvula \| \| \| \| |
|               | Chilimalopsis impressifrons                                                           |
|               |                                                                                       |
|               | Chilimalopsis parvula                                                                 |
|               |                                                                                       |